# Infanteriegewehr M/1858
Das bayerische Infanteriegewehr M/1858 (auch Podewils-Gewehr genannt) gehörte Mitte des 19. Jahrhunderts in seinen verschiedenen Ausführungen zur Ausrüstung der Königlich-Bayerischen Armee.

## Entwicklung
Das Infanteriegewehr wurde von Philipp von Podewils, dem Direktor der Königlich Bayerischen Gewehrfabrik in Amberg, entwickelt. Ursprünglich ein Vorderlader, wurde das Gewehr 1867 zu einem Hinterlader aptiert; Verwendung fand hierbei das sogenannte Lindner'sche Verschluss-System. Diese Gewehre werden als „Podewils-Lindner-Gewehr“ bezeichnet.

## Produktion
Hergestellt wurde das Podewils-Gewehr von der Königlich Bayerischen Gewehrfabrik, außerdem erfolgte eine Produktion auch bei „Auguste Francotte & Cie“ in Lüttich.
Die Umbauten zum Hinterlader fanden in Amberg statt. Weitere Umbauten erfolgten nach 1866 – etwa 950 von preußischen Truppen erbeutete Gewehre wurden von der Firma „Christoph Grüber & Co“ in Suhl auf das Zündnadelsystem umgebaut und bekamen die Bezeichnung Defensions-Zündnadelgewehr B/M oder Defensions-Zündnadelbüchse B/M.

## Munition
Verwendet wurde die Papierpatrone M58/67. Sie enthielt 4,65 g Schwarzpulver, ein 27,65 g schweres Projektil und im Boden ein Zündhütchen. Letzteres wurde vor dem Laden auf das Piston aufgesetzt.

## Einsatz
Zum Einsatz kam das Podewils-Gewehr im Deutschen Krieg von 1866 und im Deutsch-Französischen Krieg von 1870/1871.

## Technische Daten
| Typ:                 | Büchse (gezogener Lauf mit 4 Zügen), Vorderlader- / Hinterladegewehr |
| Länge gesamt / Lauf: | 1220–1330 mm / 836–940 mm                                            |
| Zündmechanismus:     | Perkussionsschloss                                                   |
| Kaliber:             | 13,9 mm                                                              |
| Gewicht:             |                                                                      |
| Visier:              | Kimme u. Korn                                                        |
| Bajonett:            | Dillenbajonett M1858                                                 |